# Xã Lomax, Quận Henderson, Illinois
Xã Lomax (tiếng Anh: Lomax Township) là một xã thuộc quận Henderson, tiểu bang Illinois, Hoa Kỳ. Năm 2010, dân số của xã này là 850 người.